# Astrotricha parvifolia
Astrotricha parvifolia är en araliaväxtart som beskrevs av Norman Arthur Wakefield. Astrotricha parvifolia ingår i släktet Astrotricha och familjen Araliaceae. Inga underarter finns listade.